# Erstbeschreibung
Als Erstbeschreibung bezeichnet man in der Biologie und der Paläobiologie die erstmalige, bestimmten formalen Ansprüchen genügende wissenschaftliche Beschreibung eines der Wissenschaft bisher unbekannten Lebewesens. Insbesondere ist die Erstbeschreibung die entscheidende Grundlage für die Vergabe eines wissenschaftlichen Namens für eine Art. Aufgrund der hohen Bedeutung der Art als grundlegender Einheit der biologischen Wissenschaft gelten dafür strenge, formalisierte Regeln.
Die Erstbeschreibung ist ein Akt der Taxonomie und als solche unabhängig vom verwendeten Artkonzept. Eine Art als Taxon ist jede den Regeln entsprechend benannte taxonomische Einheit. Die biologische Nomenklatur soll sicherstellen, dass jeder Organismus einen wissenschaftlichen Namen erhalten kann und dass es für jeden Organismus möglichst nur einen eindeutigen gültigen Namen gibt.

## Voraussetzungen
Um eine Gruppe von Individuen als Art beschreiben zu können, ist es zunächst notwendig, sie von anderen Individuen, die bereits beschrieben worden sind, abzugrenzen. Diese Abgrenzung muss der Beschreibung notwendigerweise vorausgehen und stellt ein unabhängiges Problem dar. Für diese Abgrenzung werden Merkmale gesammelt und die Individuen auf dieser Basis miteinander verglichen. Findet man dabei eine abgrenzbare Gruppe von Individuen, deren Merkmalskombination in systematischer Weise von derjenigen einer anderen Gruppe abweicht, hat man Kandidaten für zwei verschiedene Arten vor sich. Das kann im Prinzip auch mit einem einzelnen Exemplar geschehen, dies ist aber riskant, weil die Individuen auch innerhalb einer Art oft eine merkliche Variabilität aufweisen; es ist nicht verboten, sollte aber nach Möglichkeit vermieden werden. Anders sieht dies beispielsweise bei Bakterien aus, bei denen eine Bakterienkultur in Form einer Reinkultur, also Bakterien eines Klons beschrieben werden (siehe Abschnitt Typus).
Im nächsten Schritt muss sichergestellt werden, dass die so umgrenzten Gruppen nicht bereits vorher erstbeschrieben wurden, d. h. bereits einen gültigen Namen erhalten haben. Erhält eine solche Gruppe irrtümlich später ein zweites Mal einen Namen, ist dieser zwar gültig publiziert, wenn er den Regeln entsprach, wird aber von der Wissenschaft nicht verwendet werden, wenn die Identität bemerkt wird. Man nennt dies ein Synonym. Ist eine Gruppe (diese sollte einer Population entsprechen, was aber nicht direkt feststellbar ist) anhand eindeutiger Merkmale abgegrenzt worden und besitzt diese noch keinen gültigen Namen, hat man einen Kandidaten für eine neue Art vor sich. Für diese erfolgt anschließend die Erstbeschreibung.
Die Erstbeschreibung ist also unabhängig von der Entdeckung und von der Abgrenzung und Identifizierung der Art. Sie erfolgt immer später als diese, in einigen Fällen erst Jahrzehnte später. Es reicht nicht aus, die neue Einheit erkannt zu haben, es ist immer erforderlich, sie in die Systematik der Biologie einzuordnen. Dazu sind ihre Merkmale mit allen möglicherweise relevanten Veröffentlichungen abzugleichen, die über verwandte oder vergleichbare Gruppen bereits geschrieben worden sind. In vielen Fällen reicht auch dies nicht aus, weil vor allem ältere Beschreibungen unvollständig sein können. Dann müssen in Museen und Sammlungen hinterlegte Individuen direkt verglichen werden, im Falle von DNA auch in Datenbanken hinterlegte Referenz-Sequenzen.

## Inhalt der Beschreibung
Die Beschreibung einer Art erfolgt im Rahmen einer wissenschaftlichen Publikation. Was dabei als „Publikation“ anerkannt wird und was nicht, ist in den verwendeten Codes geregelt. Die Art kann in einem eigenständigen Werk beschrieben werden, oft geschieht dies aber bei der sorgfältigen Überarbeitung einer ganzen Organismengruppe (Revision oder Monographie genannt) oder im Rahmen eines Katalogs, der auch alle bereits beschriebenen und bekannten Arten auflistet. Damit die Art beschrieben werden kann, muss die beschreibende Arbeit also von der Zeitschrift oder dem Verlag, in dem sie erscheinen soll, angenommen werden; sie muss also den üblichen Formalien einer wissenschaftlichen Publikation (in der Regel mit Zusammenfassung, Einleitung, Methodik, Ergebnissen, Diskussion, Quellenangaben) entsprechen. Aus der Arbeit muss unmissverständlich hervorgehen, dass darin eine neue Art beschrieben werden soll. Dazu ist der vom Erstbeschreiber vorgeschlagene und den Regeln des entsprechenden Codes entsprechende neue Artname, gefolgt von „nova species“ (bzw. „new species“, sehr oft abgekürzt „n.sp.“), in der Arbeit anzugeben. Als Nächstes ist eine Diagnose der Merkmale der neuen Art erforderlich. Dazu werden die relevanten Merkmale, oft stichwortartig, beschrieben, so dass die neue Art wiedererkannt und von anderen verwandten Arten abgegrenzt werden kann. Heute sind auch Zeichnungen oder Fotos der Merkmale üblich. Die Einführung eines Artnamens ohne Diagnose ist in der Botanik und Zoologie nicht gestattet. Es ist aber in keinem der Codes festgeschrieben, was eine Diagnose enthalten muss, diese ist nicht formalisiert (eine solche Formalisierung wurde schon vorgeschlagen, diese hat sich aber nicht durchgesetzt). Im Falle von Kryptospezies besteht sie unter Umständen nur aus einer DNA-Sequenz (obwohl einige Taxonomen eine solche Art nicht anerkennen würden). In der Regel wird es sich aber um eine morphologische Differentialdiagnose handeln, bei der die Merkmale der neuen Art denen der bereits beschriebenen gegenübergestellt werden, um deren Unterschiede herauszuarbeiten. In der Botanik war es bis 2011 Vorschrift, dass die Diagnose (zumindest auch) in Latein erfolgte (Artikel 38), seitdem ist zusätzlich auch Englisch gestattet.
Die Beschreibung kann, muss aber nicht, weitere Angaben, etwa zur Ökologie und Verbreitung der neuen Art, enthalten. Diese müssen nur dann enthalten sein, wenn entsprechende Eigenschaften (z. B. Verhalten) selbst als Merkmale dienen sollen.

## Typus
Bei der Beschreibung muss ein Individuum festgelegt werden, das als Typus archiviert wird (nur in seltenen Ausnahmefällen genügt eine Illustration). Er soll als Referenz für Vergleiche eine sichere Bestimmung später gefundener Exemplare erlauben. Bei den Prokaryoten, mit diesem Begriff werden zwei Domänen in der Biologie zusammengefasst, die Archaeen (Archaea), früher auch als Archaebakterien oder Urbakterien bezeichnet, und die Bakterien (Bacteria), gilt Folgendes: Jedem Taxon soll ein nomenklatorischer Typus (nomenclatural type) zugeordnet werden, der Typus wird durch die Autoren der Erstbeschreibung festgelegt. Der Typus einer Spezies oder Subspezies soll ein „Stamm“ (engl. strain) im Sinne von Bakterienstamm sein.
Der Artname der neu beschriebenen Art ist an den Typus gekoppelt, nicht an die Beschreibung. Damit soll nomenklatorische Stabilität sichergestellt werden. In vielen Fällen werden in Organismengruppen neue diagnostische Merkmale entdeckt, nach denen Arten abgetrennt werden können. Diese können, weil neu, in der ursprünglichen Diagnose nicht enthalten sein. Wenn nun das, was vorher als eine Art galt, in zwei neue aufgespalten wird, ist es nicht ohne weiteres möglich, zu entscheiden, welche davon der ursprünglichen Beschreibung zugrunde gelegen hat. In diesem Fall werden die neuen Bearbeiter den Typus zu Rate ziehen, an dem sie die Merkmale überprüfen. Diejenigen Organismen, die mit dem Typus übereinstimmen, behalten den bisherigen Namen.

## Die Codes
Die Regeln, die für die Benennung und Beschreibung von Arten einzuhalten sind, sind in den Nomenklaturcodes niedergelegt. Aus historischen Gründen gibt es dabei nicht einen Code für alle Organismen, sondern getrennte Regelwerke,
- für die Tiere (Zoologie) den International Code of Zoological Nomenclature ICZN,
- für die Pflanzen (Botanik) den Internationalen Code der Nomenklatur für Algen, Pilze und Pflanzen (ICNafp), früher als Internationaler Code der Botanischen Nomenklatur (ICBN) bezeichnet
- für die Prokaryoten den International Code of Nomenclature of Prokaryotes (ICNP), Internationaler Code der Nomenklatur der Prokaryoten, früher als International Code of Nomenclature of Bacteria (ICNB) bezeichnet,

die sich jeweils in Details unterscheiden.
Die Codes sind vor allem für die Form des Namens wesentlich, während für die Erstbeschreibung selbst die Unterschiede geringer sind.

### Kriterien: Zoologie
Die Erstbeschreibung musste bis 2011 in einem gedruckten Werk stattfinden, seither ist eine elektronische Kopie mit fixiertem Inhalt und Layout, z. B. ein PDF-Dokument, zulässig (Artikel 8). Es muss ein physikalisches Objekt, entweder Papier oder ein vervielfältigter Optischer Datenspeicher, vorliegen, im Falle einer Publikation im Internet (erst seit 2011 erlaubt) muss die Publikation im Official Register of Zoological Nomenclature (ZooBank) registriert worden sein. Weiterhin nicht erlaubt sind z. B. Fotokopien, Vortragsskripte, Sammlungsetikette, Mikrofilme, Audiodateien, aber auch Vorveröffentlichungen. Nicht die Publikation selbst, aber zumindest der Name muss in lateinischen Buchstaben geschrieben sein (Artikel 11). Der neue Name muss (seit 1999) ausdrücklich als neu gekennzeichnet sein (Artikel 16).

### Kriterien: Botanik
Auch in der Botanik sind seit 2012 neben gedruckten Werken elektronisch publizierte, zum Beispiel PDF-Dateien, für die Erstbeschreibung zulässig (Artikel 29). Für elektronische Publikationen wird die Vorlage einer ISBN bzw. ISSN verlangt. Auch hier sind zum Beispiel Vorträge, andere elektronische Medien und Vorveröffentlichungen / Rohfassungen ausgeschlossen. Korrekturen sind nur dann erlaubt, wenn sie eigenständig veröffentlicht werden und am Inhalt der Erstbeschreibung selbst nichts ändern. Nicht-wissenschaftliche Werke, wie Publikumszeitschriften und Kataloge, sind ausgeschlossen, aber auch (nicht separat veröffentlichte) Doktorarbeiten.

### Kriterien: Prokaryoten
Im Anhang 6 des ICNP wird auf die Quellen verwiesen (allesamt im International Journal of Systematic and Evolutionary Microbiology, IJSEM, engl. für „Internationale Zeitschrift für systematische und evolutionäre Mikrobiologie“ veröffentlicht), in denen Minimalstandards zur Beschreibung als Empfehlung zu finden sind. Wenn Mikrobiologen einen neuen Namen für ein Taxon vorschlagen möchten, beispielsweise in einer Erstbeschreibung, finden sie im Anhang 7 Tipps mit Nennung der entsprechenden Regeln des ICNP. Damit die vorgeschlagenen Taxa der Prokaryoten als „gültig“ anerkannt werden (validly published) muss die Erstbeschreibung im IJSEM veröffentlicht werden. Falls sie in anderen Fachzeitschriften dem Prokaryotischen Code entsprechend publiziert wurden, muss eine Anerkennung dieser Namen im IJSEM erfolgen (Regel 27).

## Parataxa
Ist eine Artbeschreibung nicht möglich, wie bei solchen Fossilien, bei denen aufgrund der unvollständigen Erhaltung die Artdiagnostik oft nicht gelingt, wird bei der Erstbeschreibung eine ungenauere Einordnung vorgenommen und sogenannte Parataxa werden aufgestellt. In der Paläobotanik spricht man bei solchen Partialnamen, die anhand von Teilen eines Organismus aufgestellt werden, von einer Form- oder Organgattung bzw. -art. Partialnamen werden aber auch in der Paläozoologie verwendet. Ein bekanntes Beispiel hierfür sind die zahnähnlichen Fossilien der Conodonten, die aufgrund ihrer weiten Verbreitung und ihres Formenreichtums ein sehr bedeutendes Leitfossil im Paläozoikum (Erdaltertum) darstellen, obwohl man das zugehörige „Conodonten-Tier“ lange Zeit nicht kannte und erst 1981 entdeckte.

## Erstbeschreibung anhand von DNA-Sequenzen
Seit es möglich ist, die DNA relativ einfach und billig in großem Maßstab zu amplifizieren und zu sequenzieren, werden diese Sequenzen zunehmend auch als taxonomische Werkzeuge eingesetzt. Die Techniken des DNA-Barcoding erlauben es in vielen Fällen, auf anderer Grundlage beschriebene Arten schnell und sicher zu bestimmen. Zunehmend gibt es aber auch Bestrebungen, Sequenzen selbst als Merkmale für die Artbeschreibung einzusetzen, unter Umständen sogar als einziges Merkmal. Dieses Vorgehen ist in der Wissenschaft bis heute umstritten, gewinnt aber zunehmend an Einfluss. Befürworter argumentieren, dass es sich letztlich nur um einen neuen Typ von Merkmalen handelt, der sich nicht prinzipiell von morphologischen Merkmalen unterscheidet und unter Umständen neue Einsichten in Evolution und Biologie ermöglicht. Gegner weisen auf mögliche Gefahren und Missbrauchsmöglichkeiten hin. Es wurde aber wiederholt darauf hingewiesen, dass so gewonnene Daten nicht per se überlegen sind und dass weiterhin ein sorgfältiges Abwägen aller Merkmale notwendig bleibt.

## Erstbeschreiber
Erstbeschreiber einer Art ist der Autor der wissenschaftlichen Veröffentlichung, in der die Art beschrieben wurde. Wurde die Arbeit von mehreren verfasst, sind sie alle Erstbeschreiber. Ausnahmen gibt es nur, wenn ein anderer ausdrücklich in der Arbeit selbst als Erstbeschreiber genannt wird oder wenn dies eindeutig erkennbar ist.